# Aleksandrs Obižajevs
Aleksandrs Obižajevs (ur. 16 września 1959 w Saulkrasti) – łotewski lekkoatleta, tyczkarz.

## Kariera
Jego trenerami byli Aleksandrs Petersons, Tālivaldis Budēvičs i Igors Izotovs.
W 1982 i 1983 wygrywał halowy puchar ZSRR. W 1983 został też halowym wicemistrzem Europy z wynikiem 5,60 m. 12 lutego tegoż roku w Moskwie pobił halowy rekord Europy uzyskując 5,74 m. W 1987 został mistrzem ZSRR z wynikiem 5,80 m. Wynik ten, uzyskany 17 lipca w Briańsku jest aktualnym rekordem Łotwy. W tym samym roku zajął 9. miejsce na mistrzostwach świata z wynikiem 5,50 m.
Dwukrotnie brał udział w igrzyskach olimpijskich: w 1992 i 1996. W Barcelonie odpadł w kwalifikacjach nie zaliczając żadnej wysokości. W Atlancie także odpadł w eliminacjach zajmując 27. miejsce z wynikiem 5,40 m. Był najstarszym łotewskim lekkoatletą zarówno w 1992, jak i w 1996.
Jest szesnastokrotnym mistrzem kraju (wliczając Łotwę i Łotewską SRR), w tym ośmiokrotnym halowym. Siedmiokrotnie pobijał rekord Łotwy w latach 1980-1987.
Reprezentował kluby Darba rezerves, ASK i Dinamo.

## Po zakończeniu kariery
Po zakończeniu kariery został trenerem. Trenował m.in. swoje dwie córki: Ritę i Kristę. Następnie zajął się karierą polityczną – w 2010 wystartował w wyborach parlamentarnych z ramienia partii Ražots Latvijā, ale nie został wybrany. Jest także biznesmenem.

## Życie prywatne
Jest żonaty, ma dwoje dzieci. Ukończył Saulkrastu vidusskolu w 1972, Rīgas Tehnisko skolu w 1976 i Leņingradas fiziskās audzināšanas institūtu w 1985.